# Lonchoptera nigrociliata
Espèce
Lonchoptera nigrociliata est une espèce de diptères de la famille des Lonchopteridae.